# Sharpsburg (Kentucky)
Sharpsburgest une ville des États-Unis, située dans le comté de Bath dans l'État du Kentucky.
En 2010, sa population était de 323 habitants. Elle est intégrée dans l'aire métropolitaine de Mount Sterling (en).

## Histoire
Le vétéran de la guerre d'indépendance des États-Unis, Moses Sharp s'installe dans la région en 1780 et crée la ville de Bloomfield sur ses terres en 1814. Après sa mort en 1820, la ville reçoit son premier bureau de poste mais, entretemps, "Bloomfield" a été préempté par une autre communauté. Le maître de poste la nomme Sharp et la ville est établie et constituée sous ce nouveau nom.

## Source
- (en) Cet article est partiellement ou en totalité issu de l’article de Wikipédia en anglais intitulé « Sharpsburg, Kentucky » (voir la liste des auteurs).